# 吉野源三郎
吉野源三郎（日语：／ Yoshino Genzaburō，1899年4月9日—1981年5月23日）是一名日本編輯、兒童文學作家、評論家、翻譯家、反戰活動家和記者，是昭和時代的進步知識分子代表。他以《你想活出怎樣的人生》的作者和《世界雜誌》雜誌的第一任主編而聞名。此外，他對岩波少年文庫的成立也有重要貢獻。他曾擔任明治大學教授、岩波書店常務董事、日本記者會議首任會長、沖繩資源中心管理員等要職。

## 生平
吉野源三郎於1899年出生於東京（現東京都）。他的父親是一名證券交易所經紀人。1912年，東京高等師範學校附屬小學（現筑波大學附屬小學）畢業。1917年，東京高等師範學校附屬初中（現筑波大學附屬初中、高中）畢業。
1918年，進入舊制第一高等學校。1922年，兩天后從第一高中畢業，進入東京帝國大學經濟系。在他的思想中，他對哲學的熱情與日俱增，並轉入文學院哲學系。
1925年，26歲，東京帝國大學文學院哲學科畢業。下定決心參軍。1927年（昭和2年）退伍後，在東京大學圖書館就職。大約在這個時候，他對政治產生了興趣，並開始參觀社會主義組織的辦公室。1931年因治安維持法被捕。人們認為，他當時感受到的對軍國主義的不信任，形成了他後來的反戰活動和理想主義思想體系。1935年，被任命為山本有三的《日本國民文庫》的主編。 1937年任明治大學講師。今年，他出版了《你想活出怎樣的人生》，並加入岩波書店。1938年，岩波新商成立。1939年任明治大學教授。即使在戰爭期間，他也始終如一地發展了自己的人道主義理論。
1946年，他創辦了《世界雜誌》雜誌並擔任首任主編。他從所謂「戰後民主」的立場出發，反對戰爭與和平。1950年4月15日，和平問題會議成立，而關於1951年對日和平條約，它並不是與包括美國在內的52個國家的單一和平條約，而是與蘇聯他主張全面和平理論，其中包括。1959年（昭和34年）參與組建「安全保障批評小組」，並積極參與1960年的安保鬥爭。在此期間，他於1949年擔任岩波書店董事，次年擔任岩波書店常務董事，並於1965年擔任岩波書店編輯顧問。1975年，他擔任在廣島市舉行的原子彈爆炸30週年廣島國際論壇的組織者。1981年，他因肺氣腫去世，享年82歲。